# Municipio de San Miguel Tulancingo
El municipio de San Miguel Tulancingo (en chocho Ningaxingu "Barranca honda del tule") es un municipio del estado mexicano de Oaxaca.

## Toponimia
El origen del topónimo Tulancingo proviene del náhuatl Tollantzinco que significa "lugar donde se asienta el tule" o "lugarcillo de tules".

## Geografía
El municipio San Miguel Tulancingo cuenta con una extensión territorial de 53.59 km², se encuentra ubicado en las coordenadas 17°45′02″N 97°26′28″O / 17.75056, -97.44111 colinda con al norte con los municipios de Santa Magdalena Jicotlán, San Mateo Tlapiltepec, Santiago Tepetlapa y La Trinidad Vista Hermosa, al sur con San Juan Bautista Coixtlahuaca, Santa María Nativitas y Villa Tejupam de la Unión, al este con San Cristóbal Suchixtlahuaca, San Miguel Tequixtepec y Santiago Tepetlapa y al oeste con San Antonio Acutla y La Trinidad Vista Hermosa.

## Población
La población registrada en el censo de población y vivienda de 2010 realizada por el INEGI fue de 346 habitantes de los cuales 134 son hombres y 212 son mujeres.

### Principal asentamiento
| Nombre                | Tipo   | Código Postal |
| --------------------- | ------ | ------------- |
| San Miguel Tulancingo | Pueblo | 69370         |

## Economía
La principal actividad económica es la agricultura.